# Nabuyongo Island
Nabuyongo Island (Godsiba) – mała wyspa znajdująca się na Jeziorze Wiktorii, w Tanzanii. Podczas I wojny światowej była miejscem walk pomiędzy brytyjskimi i niemieckimi parowcami.